# 卡鲁加泰
卡鲁加泰（義大利語：Carugate），是意大利米兰省的一个市镇。总面积5平方公里，人口14396人，人口密度2879.2人/平方公里（2009年）。国家统计（ISTAT）代码为015051。